# نداء البرية (فلم 2020)
نداء البرية (بالإنجليزية: The Call of the Wild) هو فيلم مغامرة مبني على رواية الكاتب جاك لندن التي تحمل نفس الاسم "نداء البرية"، انتج الفيلم سنة 2020 بواسطة شركة فوكس للقرن الـ20، والفيلم هو إعادة إنتاج للفيلم الذي صدر سنة 1934 ويحمل نفس الاسم. مخرج الفيلم هو الأمريكي مايكل ساندرز ويعتبر هذا الفيلم الظهور الأول له كمخرج رئيسي، وكاتب السيناريو ميخائيل غرين، وبطولة الممثل هاريسون فورد.
صدر فيلم نداء البرية في الولايات المتحدة بتاريخ 21 فبراير 2020، حيثُ تلقى آراء متباينة من النقاد، منهم من أشاد بالعمل الترفيهي والنبرة الجادة، ومنهم من انتقد وجود كلب رقمي وليس حقيقي بالفيلم. وبسبب انطلاقة الفيلم خلال جائحة كورونا، حقق الفيلم إيرادات بقيمة 107 ملايين دولار فقط، مع ميزانية إنتاج كلفتها بين 125-150 مليون دولار، لذلك من المتوقع أن تحقق شركة الإنتاج خسائر بقيمة 50 إلى 100 مليون دولار.

## القصة
تقع أحداث الفيلم خلال فترة حمى ذهب كلوندايك في الفترة بين عامي (1896-1899)، ويحكي الفيلم قصة كلب مشاكس يُسمى «باك» يُسرق من منزل العائلة التي ترعاه برفاهية شديدة من أجل استخدامه بسحب الزلاجات في الشمال في إقليم يوكون، حيثُ الحملات تكثر لاستخراج الذهب. يُباع الكلب في بداية مشواره إلى ساعي بريد يستخدم الزلاجات لنقل الرسائل، ثم وبعد اكتشاف التلغراف يُباع الكلب إلى أحد الباحثين عن الذهب ويدعى «هال»، وكان شديداً على الكلب «باك» الذي جعل الكلب يفقد كل قوته الجسدية.
لم يحتمل أحد الرجال كبار السن الذي يُدعى جون ثورنتون ما يتعرض له الكلب «باك» فحرره من سطوة الباحث عن الذهب «هال»، ودخل الكلب وجون بمرحلة صداقة قوية، قرر بعدها جون الذهاب برحلة كشفية إلى المكان الذي كانه ابنه المتوفي يحلم بزيارته. هُناك عثر جون على الذهب وعثر الكلب على قطيع من الذئاب وانظم لهم، لكن في نهاية القصة يأتي «هال» وينتقم من جون ويقتله، لكن الكلب «باك» انتقم لصديقه.

## قائمة الممثلين
- هاريسون فورد بدور جون ثورنتون.
- عمر سي بدور بورولت ساعي البريد.
- دان ستيفنز بدور هال الباحث عن الذهب.
- كارين جيلان بدور مرسيدس.
- برادلي ويتفورد بدور القاضي ميلر.
- كولين ووديل بدور كارلس.
- كارا جي بدور فرانسواز مرافقة ساعي البريد.
- سكوت ماكدونالد بدور داوسون.

## روابط خارجية
- مقالات تستعمل روابط فنية بلا صلة مع ويكي بيانات